# 永華路
永華路是臺灣臺南市一條掌握大臺南地區經濟動脈的道路，且為連絡五期重劃區的重要道路。因紀念明鄭時期輔佐鄭氏開臺的陳永華而命名永華路。東起西門路叉路，西至安億路岔路，全線共分二段，總長約4.5公里，而臺南市道路編號240。

## 歷史
永華路大部份路段位於臺南市五期重劃區，在重劃之前為大片養殖漁塭。為發展該地區，臺南市政府與市議會相繼於1997年後搬遷至永華路上。有許多高層樓住宅建案在此開發，如上世紀90年代陸續興建的荷蘭首府、大世紀、長谷畫時代、府城新象、永恆天詩等大型集合式住宅，近年來隨著臺南升格為直轄市、容積率的放寬等等，一棟棟嶄新的高樓在永華路沿線拔地而起，成為臺南市新一代的摩天大樓聚落。

## 行經行政區域
（由東至西）
- 中西區
- 南區
- 安平區

## 沿途地標及設施
- 一段：
  - 新光三越台南新天地
  - 藍晒圖文創園區
  - 小北百貨台南永華二店
  - 水萍塭公園
  - 文華社區活動中心
  - 文華公園
  - 台南市公共自行車-YouBike2.0文華公園
  - 元大銀行台南分行
  - 家樂福安平店
- 二段：
  - 臺南市議會永華議事廳
  - 臺南市政府永華市政中心
  - 台南市公共自行車-YouBike2.0臺南市議會
  - 佛光山南台別院
  - 台南市政府消防局第六大隊永華分隊
  - 法務部調查局臺南市調查處
  - 全聯福利中心安平永華店
  - 小北百貨台南市府店
  - 台南市公共自行車-YouBike2.0永華文平
  - 車之輪汽車百貨永華門市
  - 日盛銀行安平分行
  - 台南市公共自行車-YouBike2.0永華國平
  - 統一超商亞萬門市
  - 小北百貨台南永華店
  - 臺南市政府消防局永華辦公室
  - 台南市公共自行車-YouBike2.0永華育平路口
  - 億載金城
  - 億載公園
  - 台南市公共自行車-YouBike2.0億載公園

## 分段
- 一段：東起於西門路一段，西至中華西路二段與永華路二段相接。
- 二段：東起中華西路二段與永華路一段相接，西至安億路岔路。

## 延伸工程
為解決安平舊城區塞車問題，台南市政府工務局規劃興建安平跨港大橋，自永華安億路口連結至城平路戀愛廣場，於2024年4月開工，預計2027年底完工。

## 交通改革
2024年8月24日起，永華路（西門路至永華一街）開放機車行駛內側車道及不強制兩段式左轉，但保留機車待轉區，提供機車騎士更寬廣的行車空間。

## 本路段客運
- 市區公車[2]

| 編號 | 路線                                                            | 本路段公車站                 |
| ---- | --------------------------------------------------------------- | ---------------------------- |
| 0左  | 台南車站－台南車站（逆時針循環線）                              | 南台別院－水萍塭公園         |
| 0右  | 台南車站－台南車站（順時針循環線）                              | 水萍塭公園－南台別院         |
| 6    | 統聯客運永康站／仁德轉運站－龍崗國小                            | 南台別院－文南路口           |
| 10   | 臺南轉運站－鹿耳門天后宮                                        | 永華站－南台別院             |
| 14   | 台南車站－慈濟高中                                              | 平豐路口－貢噶寺             |
| 19   | 臺南海事／原住民文化會館－大灣高中                              | 貢噶寺－永華站               |
| 70左 | 永華市政中心（府前路）－永華市政中心（府前路） （逆時針循環線） | 南台別院－市政中心（永華路） |
| 70右 | 永華市政中心（府前路）－永華市政中心（府前路） （順時針循環線） | 市政中心（永華路）－南台別院 |
| 77   | 原住民文化會館－仁德轉運站                                      | 平豐路口－水萍塭公園         |

- 高鐵快捷公車[2]

| 編號 | 路線                               | 本路段公車站               |
| ---- | ---------------------------------- | -------------------------- |
| H31  | 永華市政中心（府前路）－高鐵台南站 | 市政中心（永華路）（返程） |

- 幹支線公車[2]

| 編號   | 路線                     | 本路段公車站                      |
| ------ | ------------------------ | --------------------------------- |
| 藍幹線 | 安平工業區－西港－佳里   | 水萍塭公園－永華站 家樂福（去程） |
| 藍23   | 安平工業區－海尾－九塊厝 | 水萍塭公園－永華站 家樂福（去程） |